# پیام ما (روزنامه)
پیام ما یک روزنامه صبح ایران است که با شعار «رسانه توسعه پایدار ایران» منتشر می‌شود. این روزنامه که در حوزه توسعه پایدار فعالیت دارد، به موضوعاتی همچون محیط زیست، منابع طبیعی، میراث فرهنگی و گردشگری می‌پردازد. پیام ما در سال ۱۳۹۴ در کرمان با مدیریت جدید منتشر شد و به‌مرور زمان به یک روزنامه سراسری تبدیل شد. این روزنامه دارای رتبه ۲ کشوری است.

#### تیم مدیریتی و تحریریه
از سال ۱۴۰۴، فاطمه علی‌اصغر به عنوان سردبیر این روزنامه منصوب شده است. تیم مدیریتی و تحریریه کنونی پیام ما شامل افراد زیر است:
- مدیر مسئول: نکیسا خدیشی
- سردبیر: فاطمه‭ ‬علی‌اصغر
- دبیر ویژه‌نامه‌ها: شبنم شکوریان
- مدیر‭ ‬هنری: تیوا صمدیان
- دبیر عکس: یاسر خدیشی
- دبیر‭ ‬محیط‌زیست‭ ‬و‭ ‬منابع‌طبیعی: فاطمه باباخانی
- دبیر‭ ‬انرژی،‭ ‬کشاورزی‭ ‬و‭ ‬جامعه‭ ‬محلی: ستاره‭ ‬حجتی
- دبیر‭ ‬میراث‭ ‬فرهنگی: فرزانه‭ ‬قبادی
- دبیر‭ ‬اجتماعی‬: مهتاب‭ ‬جودکی
- صفحه‌آخر: صدف‭ ‬سرداری
- ویراستار: فرح‭ ‬ابوطالبی

#### موضوعات و محتوای روزنامه
پیام ما در تلاش است تا با پرداختن به مسائل توسعه پایدار، محیط زیست و میراث فرهنگی، آگاهی عمومی را ارتقا دهد. همچنین، این روزنامه در استان‌های مختلف در دسترس است و نسخه‌های آنلاین آن از طریق وب‌سایت رسمی آن قابل دسترسی هستند.